# پرستاران (مجموعه تلویزیونی ایرانی)
پرستاران یک مجموعه تلویزیونی ایرانی به کارگردانی علیرضا افخمی، شهرام شاه‌حسینی، محمودرضا تخشید، نویسندگی علیرضا افخمی و تهیه‌کنندگی داوود هاشمی است که از ۲۵ بهمن ۱۳۹۵ تا ۱۲ مرداد ۱۳۹۶ از شبکه یک سیما آغاز شد.
این مجموعه در ۵۲ قسمت ۵۰ دقیقه‌ای با مشارکت وزارت بهداشت، درمان و آموزش پزشکی در گروه فیلم و سریال کانال یک تولید شده‌است.
ترانه تیتراژ پایانی این سریال را رضا یزدانی تهیه و اجرا کرده‌است. فصل دوم این سریال از روز جمعه ۹ تیر ۹۶ از شبکه یک سیما آغاز شد که البته پنج قسمت ابتدایی آن، خلاصه قسمت‌های فصل اول بود.

## داستان
این مجموعه تلویزیونی زندگی چند پرستار را نمایش می‌دهد که در یک اورژانس فعالیت می‌کنند و البته فقط به زندگی حرفه‌ای آن‌ها نمی‌پردازد؛ بلکه داستان‌هایی از زندگی شخصی این پرستاران و تعاملات آن‌ها با کادر درمانی را نیز به نمایش می‌گذارد.

## بازیگران
| بازیگران       | نقش                     |
| -------------- | ----------------------- |
| عنایت شفیعی    | محمد                    |
| فاطمه گودرزی   | ساجدی                   |
| لیندا کیانی    | سمیه حسینی              |
| امین زندگانی   | رضا اسکندری             |
| الناز حبیبی    | سمیرا نوروزی            |
| عاطفه رضوی     | زهرا پاک نهاد           |
| سیاوش خیرابی   | کامران نوری             |
| شهنام شهابی    | شهروز صولتی             |
| فریبا نادری    | محبوبه عزتی             |
| محمد رسول صفری |                         |
| محمدرضا صابری  |                         |
| الهام طهوری    | مهتاب عزتی (همسر شهروز) |
| علی برادری     | پویا                    |
| مهراد سلیمی    | دکتر پازوکی             |
| سپیده موسوی    | ساناز                   |
| محمد رضا رهبری | رامین                   |
| احسان عباسی    |                         |
| محمد عمرانی    | حسین عزتی               |
| وحید شیخ‌زاده   |                         |

## سایر عوامل
برخی از عوامل سازنده سریال پرستاران عبارتند از:
- تهیه‌کننده: داوود هاشمی
- کارگردانان: علیرضا افخمی، محمودرضا تخشید، شهرام شاه‌حسینی
- مدیر فیلمبرداری: ابراهیم غفوری
- طراح گریم: مجید اسکندری
- طراح صحنه و لباس: آیدین ظریف
- مدیر صدابرداری: مرتضی اصلان زاده
- دستیار تهیه: سید حسن جعفری
- مشاور تهیه: علیرضا هاشمیان
- جانشین تولید: پرویز کاظم لو
- تدوین:افسانه افخمی حمیدرضا موسی‌زاده
- اصلاح رنگ و نور: علیرضا همتی
- موسیقی: بهنود یخچالی
- صداگذار: امیر حسین صادقی
- خواننده: رضا یزدانی
- مدیر برنامه‌ریزی: مهدی آقایی
- منشی صحنه: پریسا افخمی
- عکاس و فیلمبردار پشت صحنه: رایان جعفری، پوریا هنرمند
- طراح تیتراژ: زهرا عزیزی، رضا سورانی
- مدیر روابط عمومی: الهام رضایی
- مدیر امور مالی: میترا کرباسیان
- هماهنگی تولید: داود عصمتی

## جوایز و نامزدها
| ۱۳۹۵ | سین مثل سریال |                         |              |          |
| ۱۳۹۵ | سین مثل سریال | بهترین مجموعه تلویزیونی | پرستاران     | نامزدشده |
| ۱۳۹۵ | سین مثل سریال | بهترین بازیگر مرد       | امین زندگانی | نامزدشده |
| ۱۳۹۵ | سین مثل سریال | بهترین بازیگر زن        | فاطمه گودرزی | نامزدشده |

## مقالات مرتبط
- پرستاران (مجموعه تلویزیونی استرالیایی)